# Jack Gustavsson
Jack Georg Gustavsson, född 14 februari 1945, är en svensk uppfinnare och företagare.
Jack Gustavsson grundade på 1960-talet Cesium AB, ett innovations- och produktionsbolag i Katrineholm. År 1979 uppfann han en säkerhetsbindning för slalomskidor.  Företaget har bland annat arbetat med produkter inom vindkraft och materialutveckling. Cesium har under senare år framför allt utvecklat och tillverkat säkra valv, dörrar och förråd för förvaring av explosiva varor, vapen och stöldbegärligt gods.
Jack Gustavssons far grundade under tidigt 1900-tal Katrineholms Cementgjuteri AB, som framför allt tillverkade betongrör. Företaget ärvdes av Jack Gustavsson 1985 och omorganiserades 1986 till KC-gruppen (inklusive betongelementtillverkaren KC Betong AB) med vd:n Alf Rytter (född 1949) som delägare. År 2008 sålde delägarna Gustavsson och Rytter företaget till Finja betong.